# Allodontichthys
Allodontichthys – rodzaj ryb karpieńcokształtnych z rodziny żyworódkowatych (Goodeidae).

## Klasyfikacja
Gatunki zaliczane do tego rodzaju:
- Allodontichthys hubbsi
- Allodontichthys polylepis
- Allodontichthys tamazulae
- Allodontichthys zonistius